# Observatorul din Paris
Observatorul din Paris (în franceză Observatoire de Paris) este un observator astronomic implantat pe trei situri: Paris (avenue de l'Observatoire), Meudon și Nançay.
Observatorul din Paris s-a născut din proiectul, din 1667, de a crea un observator astronomic echipat cu instrumente bune care să permită stabilirea hărților de navigație. Venind ca și complement al Academiei de Științe fondată în 1666, el a jucat un rol foarte important în astronomia occidentală. Acolo au luat avânt în Franța științe ca geodezia, cartografia meteorologia. Este cel mai vechi observator din lume încă în funcțiune.
În 1927, Observatorul din Meudon a fost legat administrativ de Observatorul din Paris.
În prezent, Observatorul din Paris este o mare instituție sub egida Ministerului Învățământului Superior și Cercetării. Este membru fondator al fundației Paris Sciences et Lettres - Quartier latin, în română: „Paris Științe și Litere – Cartierul Latin”. Este cel mai mare pol francez de cercetări în astronomie. Observatorul dăruiește și un învățământ superior de înalt nivel.

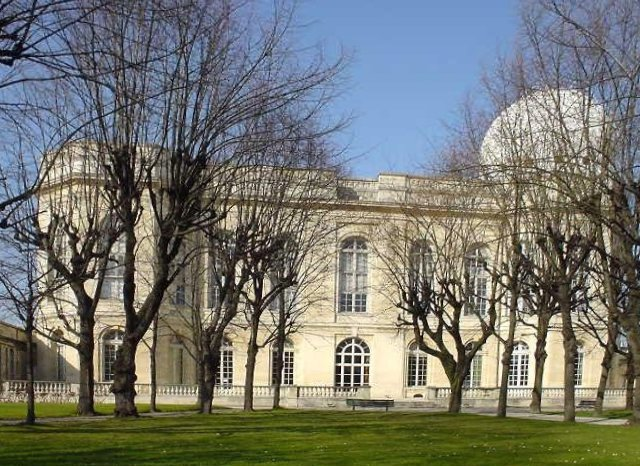
Terasa din sud.

## Istoric

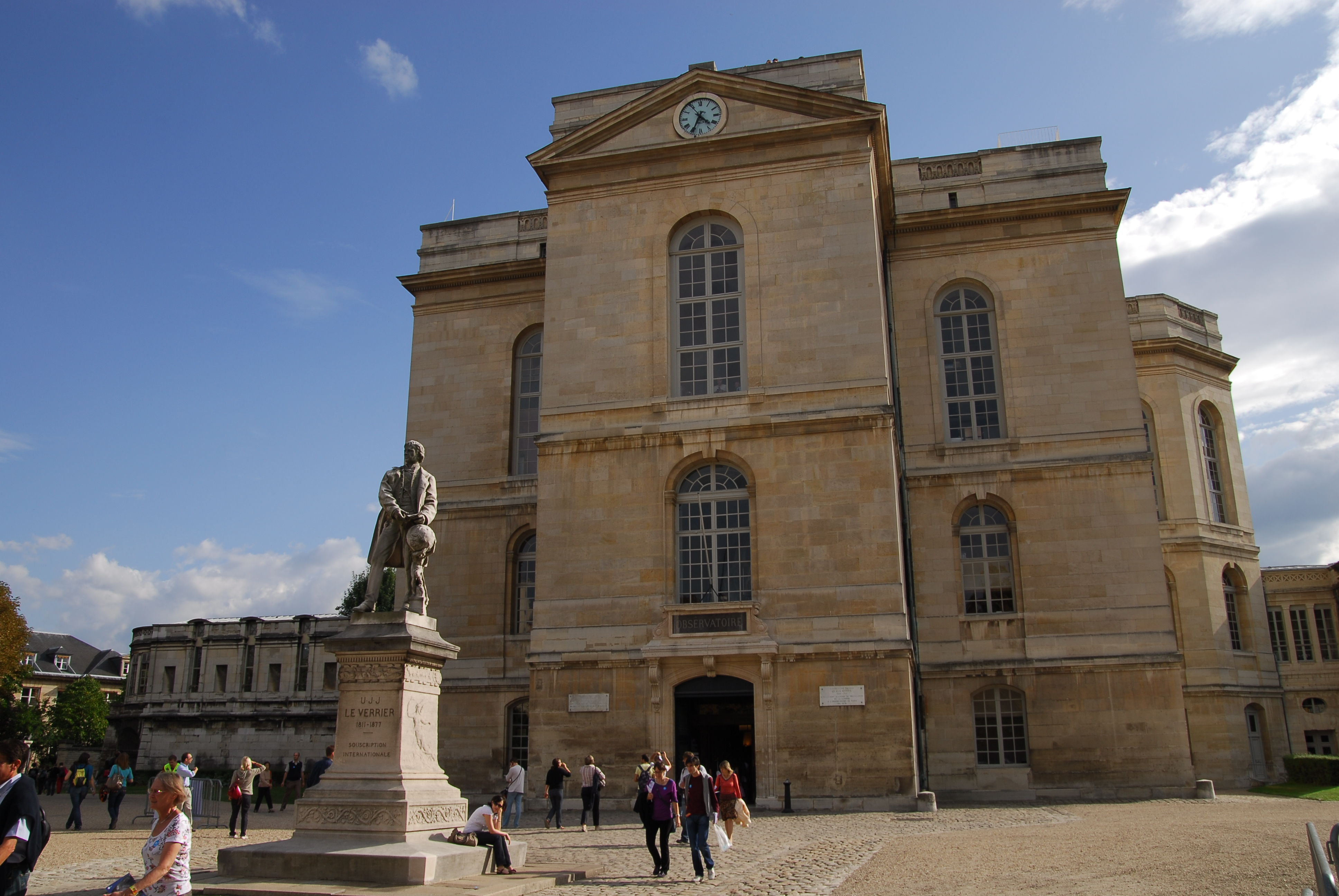
Vedere generala din nordul Observatorului.

Sub presiunea numeroșilor  savanți  și  în  special  a  lui  Adrien Auzout care,  în 1665,  a adresat o scrisoare regelui Ludovic XIV pentru a-l ruga sa înființeze, fără întârziere, o companie a științelor și artelor, în 1666  Ludovic XIV și Jean-Baptiste Colbert fondează Academia regală a  științelor.În urma primei sale ședine de lucru, din data de 22 decembrie 1666, aceasta a hotărâtcrearea  observatorului  regal,  cu  alte  cuvinte  actualul  Observator  din  Paris  care  trebuia  săservească drept loc de întâlnire și laborator de experimente pentru toți academicienii. Dar din cauza distanței la care era situat față de Paris în vremea respectivă, el a fost utilizat practic doar de astronomi.
Pe data de 21 iunie 1667 (ziua solstițiului de vară), matematicienii Academiei trasează pe terenul care constituie locația actuală a clădirii meridianul și celelalte direcții necesare amplasării exacte a edificiului proiectat de către arhitectul și medicul Claude Perrault (fratele povestitorului Charles Perrault, care îndeplinea și el funcția de secretar al lui Colbert). Planul median al clădirii va marca material din acel moment meridianul Parisului, ceasurile fiind de atunci fixate după ora locală adevărată. În 1669, Colbert îl invită pe Giovanni Domenico Cassini să preia conducerea instituției, iar acesta își începe activitatea, aducând anumite modificări clădirii. Ludovic XIV va vizita pentru prima oară Observatorul din Paris în luna mai a anului 1682, la 10 ani după sfârșitul lucrărilor de construcție. Proiectată pentru a deveni o citadelă a  științelor, clădirea este sobră,având o aripă pătrată proeminentă (situată exact pe direcția nord) pe axul aleii principale care coincide  cu  meridianul  Parisului  și  două  aripi  laterale  de  formă  octogonală  care  încadrează corpul principal spre sud.
Locația  din  Meudon  a  fost  stabilită  în  1876 pe  amplasamentul  vechiului  castel  din Meudon.

### Dinastia Cassini
Observatorul din Paris a fost condus în cursul primilor 125 de ani ai existenței sale de 4 reprezentanți ai aceleiași familii de italieni, Cassini:
- Giovanni Domenico Cassini (Cassini I), din 1669 până în 1712, asigură Observatorului o dezvoltare rapidă. În cursul acestei perioade, mari astronomi precum Hyugens, Rømer și alții frecventează Observatorul. Jean Picard (1620–1682) reușește să determine măsura gradului arcului de meridian terestru.
- Jacques Cassini (Cassini II), fiul, preia conducerea din 1712 până în 1756. La vremea respectivă, Observatorul era condus de către Academia de Științe, dar de fapt directorul observatorului dispunea de o independență foarte mare.
- César-François Cassini (Cassini III, cunoscut și sub numele de Cassini de Thury), nepotul, deține conducerea din 1756 până în 1784. În această perioadă capătă un avânt deosebit studiile îndomeniul geodeziei și cartografiei.
- Jean-Dominique, comte de Cassini (Cassini IV), strănepotul, conduce Observatorul începând cu 1784. La numai un an după preluarea funcției, el își recrutează trei elevi:[5] Nicolas-Antoine Nouet, Jean Pemy de Villeneuve și Alexandre Ruelle (cărora, prin decretul din 31 august 1793 al Convenției, li se va atribui statutul de astronomi și în același timp de profesori). Fiind monarhist, el demisionează pe 5 septembrie 1793, în luna următoare părăsește Observatorul și este înlocuit de către Alexis Bouvard[5], un autodidact.

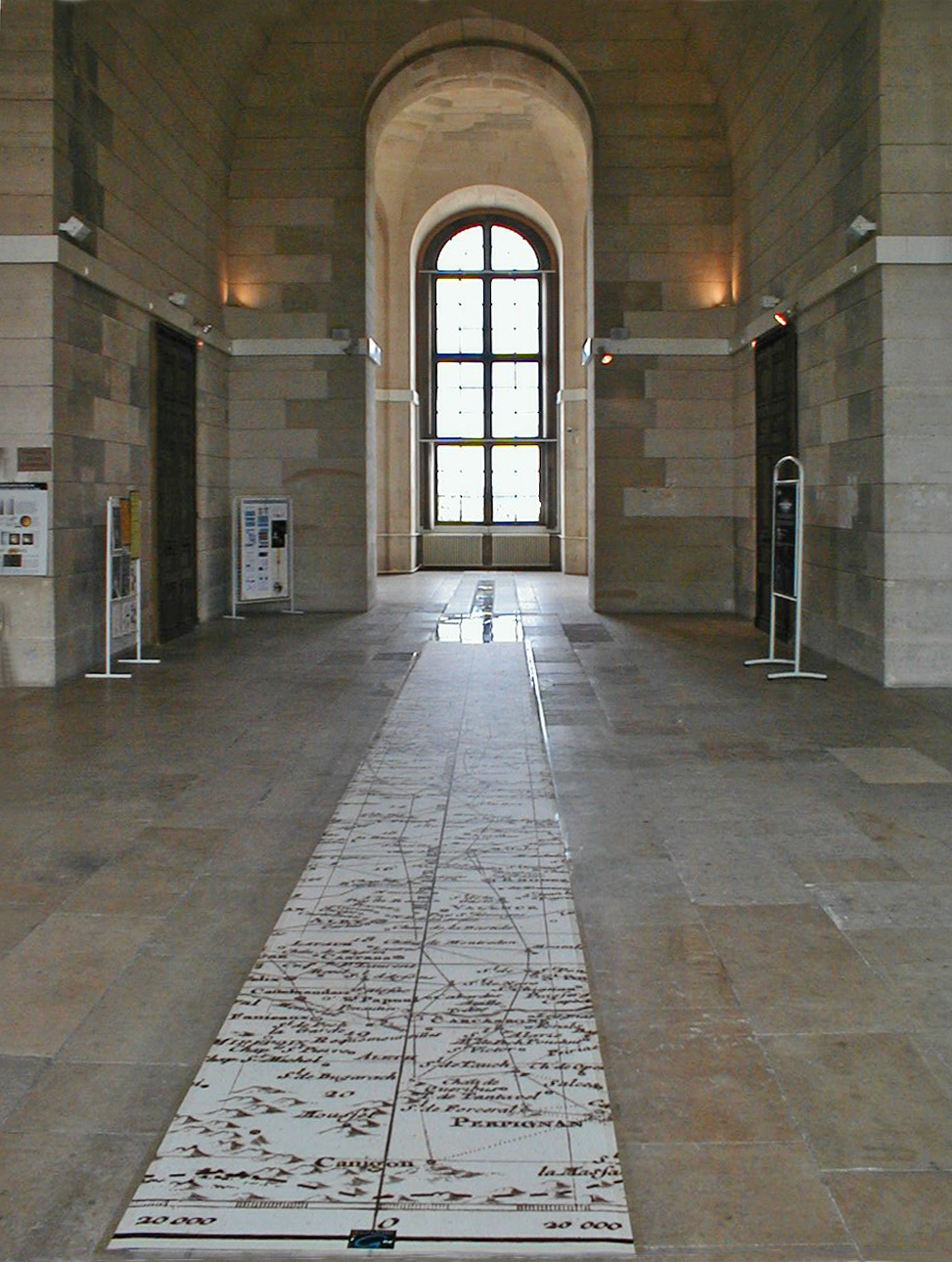
Sala meridian, numita sala Cassini.

Toți cei patru directori, reprezentanți ai familiei Cassini, erau foarte prezenți în cadrul Observatorului pentru că locuiau chiar în incinta Observatorului.

### După Revoluție
După demisia contelui de Cassini, determinată de legăturile sale foarte strânse cu monarhia, Observatorul a avut de suferit ca urmare a prefacerilor politice antrenate de Revoluția franceză. O inspecție suficient de dură a avut loc pe 16 iulie 1789. Erau căutate arme și produse alimentare, dar nimic de acest gen n-a fost descoperit în incinta Observatorului. Banii lipseau de asemenea.
În 1795, prin decretul din ziua de 7 messidor a anului III (25 iunie 1795), se înființează Biroul longitudinilor (Bureau des longitudes), a cărui misiune este de a dezvolta astronomia, iar Observatorul trece în subordinea acestuia. Printre cei zece membri numiți, astronomii  Jérôme Lalande, Jean-Dominique Cassini,  Pierre François André Méchain și Jean-Baptiste Joseph Delambre sunt statutari și primesc un salariu, iar doi astronomi asistenți, Michel Lalande (nepotul lui Jérôme) și Alexis Bouvard, sunt repartizați să asigure activitățile de serviciu ale Observatorului. Cassini demisionează din nou la începutul anului 1796 și va fi înlocuit de Charles Messier.
Pe parcursul anilor următori, postul de director va fi atribuit în mod succesiv lui:
- Lalande, din 1795 până în 1800. Sub conducerea sa, Observatorul contribuie la standardizarea măsurilor: metrul și kilogramul pe 10 decembrie  1799. Cele două etaloane de măsură sunt conservate în cadrul Observatorului până în 1889, dată la care este instituit Biroul internațional de Măsuri și Greutăți de la Sèvres.
- Pierre-François-André Méchain, din 1800 până în 1804.
- Jean-Baptiste Joseph Delambre, din 1804 până în 1822.

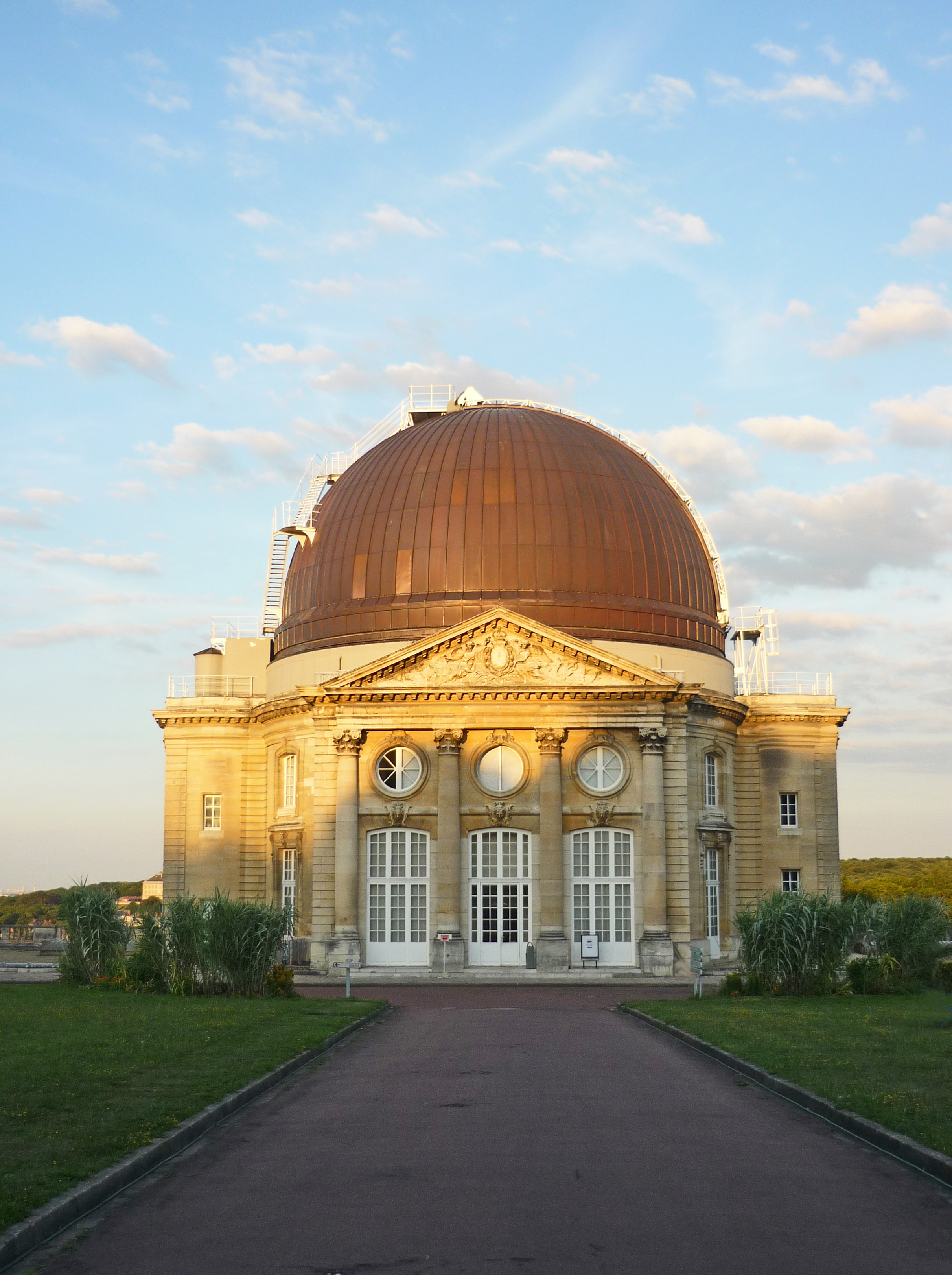
Marea cupolă din Meudon

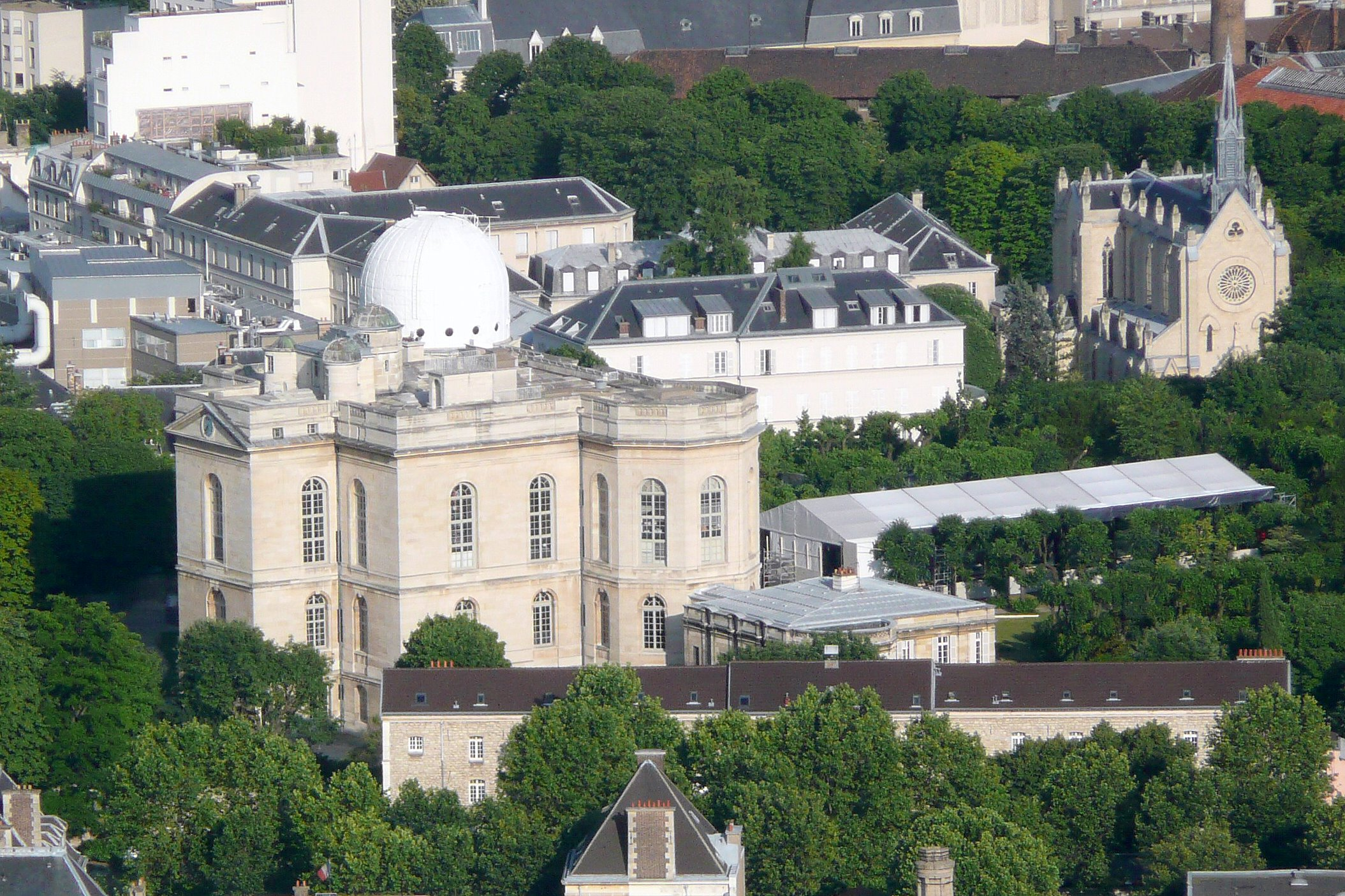
Observatorul văzut din vârful turnului Montparnasse.

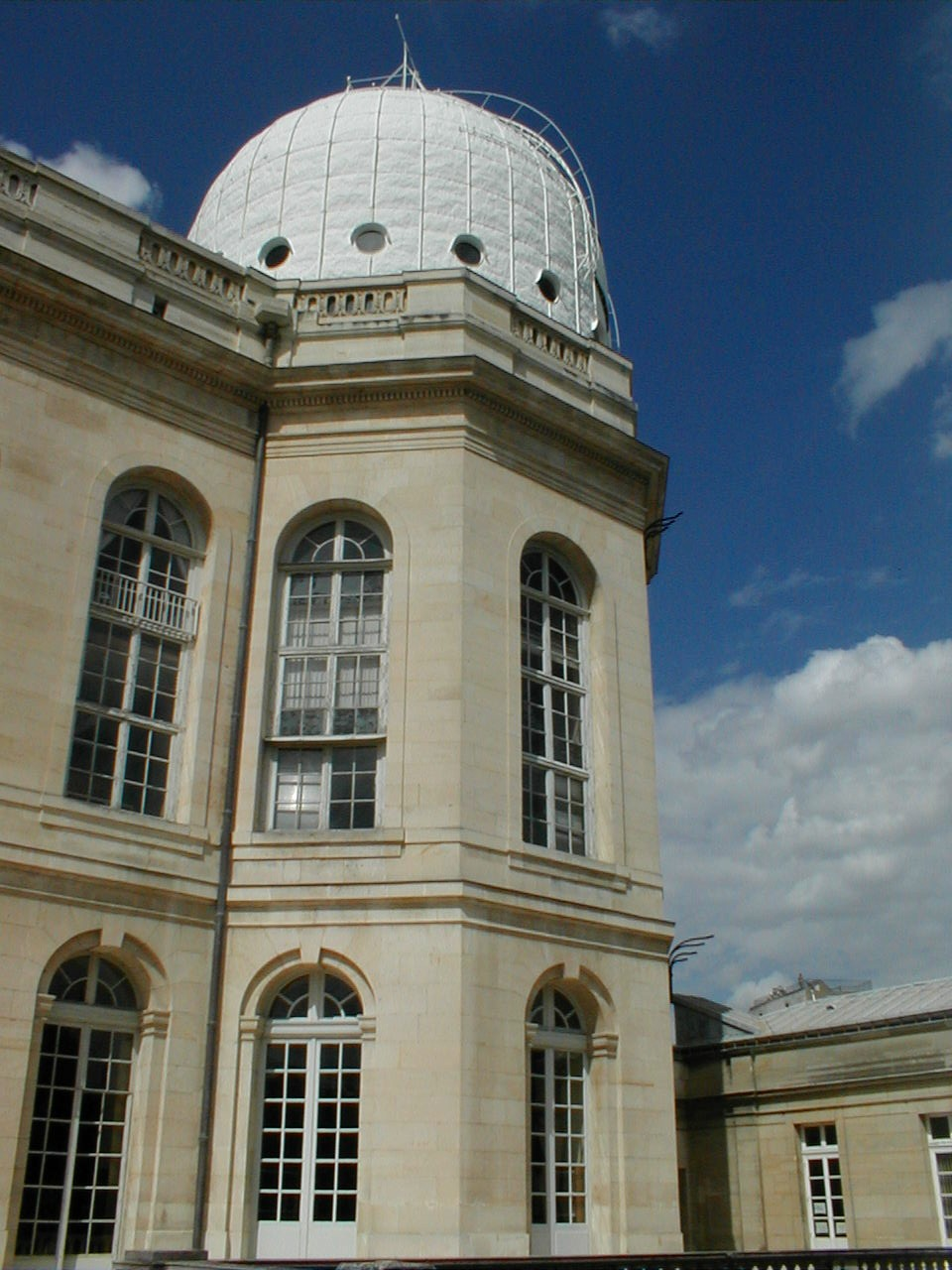
Cupola Arago

În tot acest timp, conducerea Observatorului este asociată și cu Președinția (reînnoită anual) a Biroului longitudinilor, dar acest lucru se referă doar la conducerea administrativă și nu la activitatea științifică, deoarece astronomii sunt autonomi în ceea ce privește direcția pe care o vor alege pentru activitatea lor. Alexis Bouvard, în calitate de trezorier al Biroului longitudinilor, din 1808 până la moartea sa, în 1843, era astfel și responsabil de administrarea Observatorului. În aprilie 1834, ca urmare a adoptării unui nou regulament al Biroului longitudinilor cu privire la activitatea Observatorului din Paris, François Arago a fost numit director cu observarea astronomică, fiind însărcinat să supravegheze activitățile curente ale instituției, încredințate unor studenți astronomi.
François Arago a dezvoltat în cadrul Observatorului tehnicile polimetriei și fotometriei și a realizat prima dagherotipie a Soarelui. El a instalat în turn o mare lunetă ecuatorială. Pentru aceasta,  între  1846-1847,  arhitectul  Alphonse  de  Gisors  a extins  și  a reamenajat  turnul,construindu-i o nouă cupolă. Dar, din motive tehnice,  luneta nu a putut fi utilizată cu adevărat decât 25 de ani mai târziu. Între timp,  Foucault a introdua oglinda reflectoare cu depunere de argint.
Urbain Le Verrier a ocupat postul de director din 1854 până în 1870. În timpul mandatului său, el a înființat serviciul meteorologic, biroul de meteorologie fiind apoi mutat în Parcul Montsouris. Fiind foarte apropiat de noua putere politică și având în plus și calitatea de membru al Senatului, Urbain  le  Verrier  reușește  să  asigure  creșterea  autorității  pentru  funcția  de  director  alObservatorului. El a reușit  de  asemenea  să  crească  salariul  astronomilor. Dar  din  cauza caracterului său autoritar, apar tensiuni serioase între el și personalul Observatorului. La scurt timp după demisia  colectivă  a  14  astronomi,  Urbain  le  Verrier  a  fost  eliberat  din  postul  de director.
Jules Janssen a prezentat un proiect de restaurare a castelului  din Meudon, a obținut fondurile necesare (mai mult de un milion de franci la vremea respectivă) și în 1876 a înființat în incinta castelului Observatorul de Astronomie Fizică. A fost construită o cupolă suficient de mare, care chiar și  în momentul de față mai  este  dotată cu instrumente de observație. Observatorul din Meudon rămâne unul dintre laboratoarele de referința pentru studiul Soarelui.
Amiralul Mouchez, între 1878 și 1892, adică până la moartea sa, conduce la rândul său Observatorul.  El  decide,  în  1887,  crearea  Hărții  Cerului,  proiect  la  care  participa  180  de observatoare din toată lumea. El renovează aparatura, permite accesul publicului în Observator și unifică ora oficială de pe tot teritoriul Franței cu ora meridianului capitalei, Paris.
François-Félix Tisserand preia conducerea Observatorului din 1892 până în 1896, adică odată în  plus  până  la  moartea  sa.  Lucrând  în  același  timp  la  elaborarea  Tratatului  de  mecanică cerească (Traité de mécanique céleste), el urmărește cu foarte multă atenție evoluția diverselor activități aflate în curs și asigură funcționarea optimă a echipamentului.
Maurice  Lœwy este  cel  care  urmează  apoi  la  conducerea  Observatorului,  a  cărui  bună funcționare o asigură între 1897 și 1907, anul morții sale. El participă activ la elaborarea Hărții Cerului.
Benjamin Baillaud preia postul de director între 1908 și 1926. El e cel care a inițiat demersurile pentru crearea Biroului Internațional al Orei (Bureau International de l’Heure). El participă activ la înnoirea echipamentelor necesare Observatorului Astronomic Francez.
Din  1927 până în  1929,  Henri Deslandres este cel care asigură conducerea Observatorului.Deslandres  fusese  directorul  Observatorului  din  Meudon.  Trecerea  acestuia  în  subordinea Observatorului  din  Paris  îi  permite  lui  Deslandres  să  obțină  postul  de  director.  El  dorea  sătransfere tot  echipamentul astronomic din Paris către Meudon și  să mențină în capitală doar partea administrativă. Dar acest proiect nu va fi niciodată realizat.
Ernest Esclangon asigură conducerea Observatorului din 1927 până în 1944. El este cel care a contribuit în mod deosebit la crearea, în 1932, a primului ceas vorbitor din lume (Horlogeparlante – serviciul vocal ora-exactă). Acesta a fost inaugurat la Observatorul din Paris pe data de 14 februarie 1933. Pentru a asigura continuitatea Serviciului ora-exactă în perioada când Franța a fost sub ocupație germană, Esclangon și o parte din personal pleacă la Bordeaux.
Armand Lambert este cel care asigură la fața locului conducerea temporară a Observatorului. După Armistițiul din 22 iunie 1940, Observatorul reușește să mențină o activitate aproape normală. Deși era evreu, Lambert și-a continuat activitatea. În 1943 el este însă arestat și trimis la Auschwitz, de unde nu se va mai întoarce.

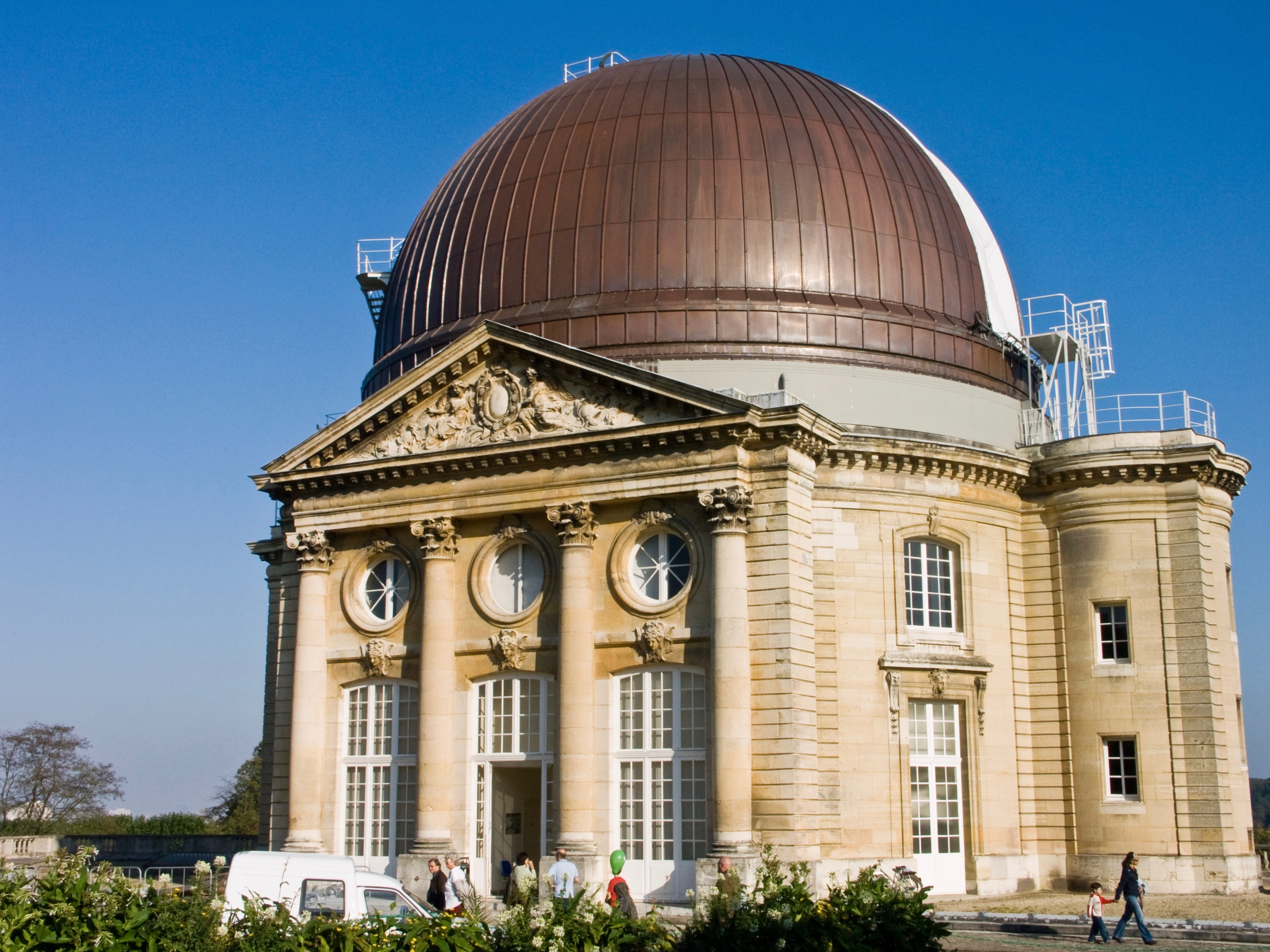
Marea Cupolă de deasupra castelului din Meudon

La sfârșitul celui de-al Doilea Război Mondial, postul de director îi este atribuit lui André Danjon, care va exercita această funcție până în 1963. Încă înainte de a avea postul de director, Danjon se bucura deja de o reputație foarte bună. Beneficiind de acest atu, el reușește să dezvolte foarte mult posibilitățile Observatorului, în special sub aspectul personalului. El a participat activ inclusiv la elaborarea unor echipamente precum camera electronică de luat vederi, propusă de André Lallemand. Din cauza creșterii numărului de cercetători din cadrul Observatorului, prin strădania lui  André Danjon au fost construite  alte  clădiri  și  se  limitează înălțimea și  iluminatul clădirilor prezente din jurul Observatorului, astfel încât să se asigure un nivel calitativ suficient pentru activitatea de observare. În  1953, Observatorul din Nançay este  la rândul lui înglobat administrativ  în  Observatorul  din  Paris. Această  unificare a permis  realizarea  a  numeroase descoperiri privind coroana solară și planeta Jupiter.

## Observatorul în prezent
În 2012, Observatorul numără aproape 600 de locuri de muncă permanente (potrivit raportului AERES 2010), după cum urmează:333 de locuri de muncă proprii în cadrul Ministerului Cercetării și Educației Superioare (dintre care 89 CNAP, 10 Pedagogi-Cercetători, 2 PRAG (profesori agregați), 232 personal auxiliar). Sunt numiți 248 titulari ai CNRS (Centrul Național de Cercetări Științifice); 35 pedagogi-cercetători din alte instituții de învățământ superior; 9 angajați diverși lucrează în laboratoarele instituției. Instituția angajează 42 de lucrători contractuali dintre care 11 pe posturi vacante, 19 pe contract CNRS, iar ceilalți pe bugetul instituției. În instituția de învățământ superior a Observatorului sunt înscriși 245 de studenți (inclusiv studenții din universitățile partenere). Bugetul anual al Observatorului din Paris, fără salarii, este de 20 de milioane de euro, iar masa salarială este estimată la 35 de milioane euro.
Observatorul din Paris trebuie să îndeplinească 3 misiuni:
- O misiune de cercetare;
- O misiune pe linie de învățământ;
- O misiune de difuzare a cunoștintelor către public.

## Cercetarea
Observatorul din Paris este cel mai mare centru francez de cercetare în astronomie. Cercetările efectuate  în cadrul acestuia acoperă toate domeniile astronomiei și astrofizicii contemporane, studiind:
- Soarele și relațiile sale cu Terra
- planetele și sistemele planetare
- formarea stelelor
- mediul interstelar
- formarea și evoluția galaxiilor
- astroparticulele
- cosmologia
- metrologia spațiului și a timpului
- istoria și filosofia științelor

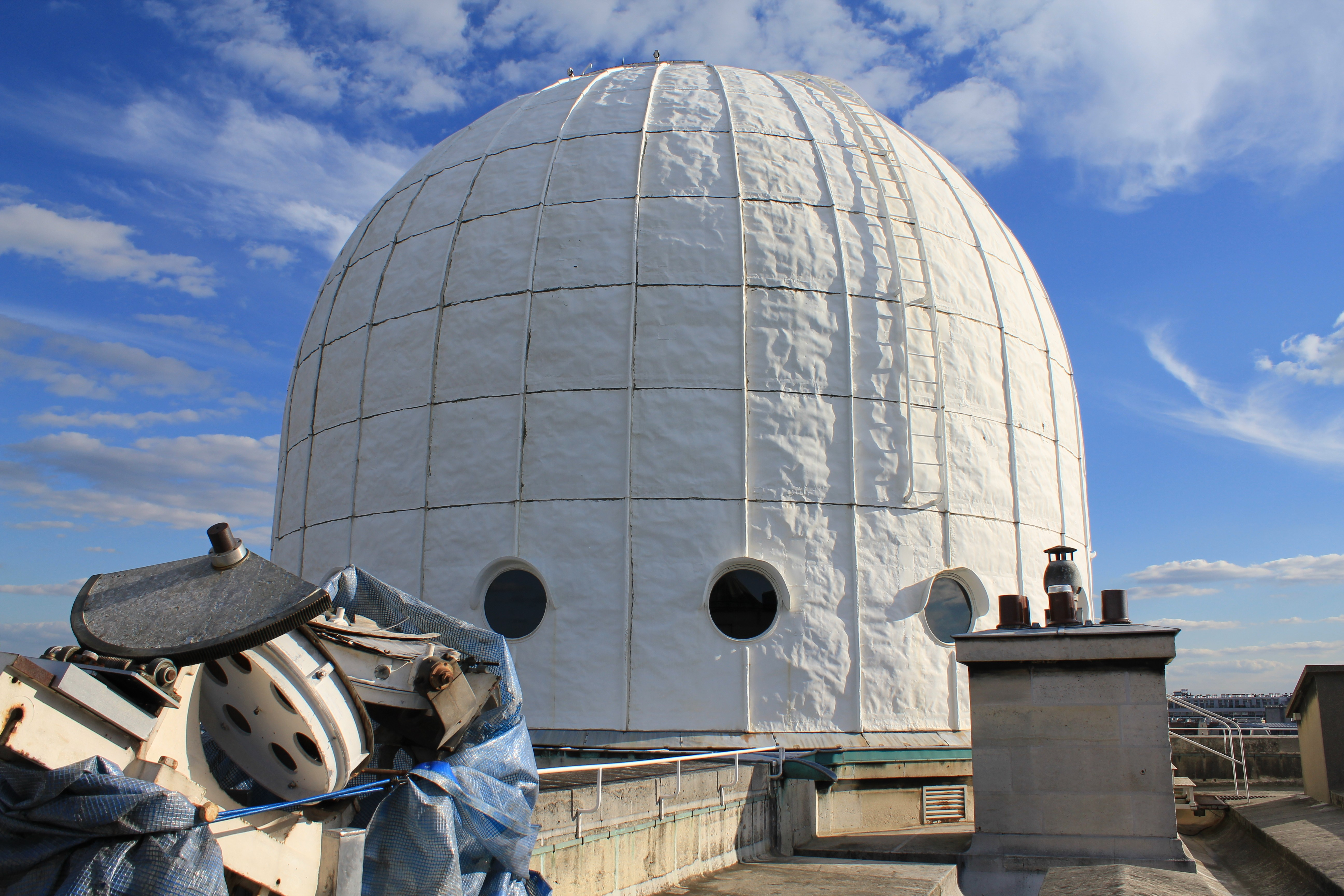
Cupola Arago,vazuta de pe terasa.

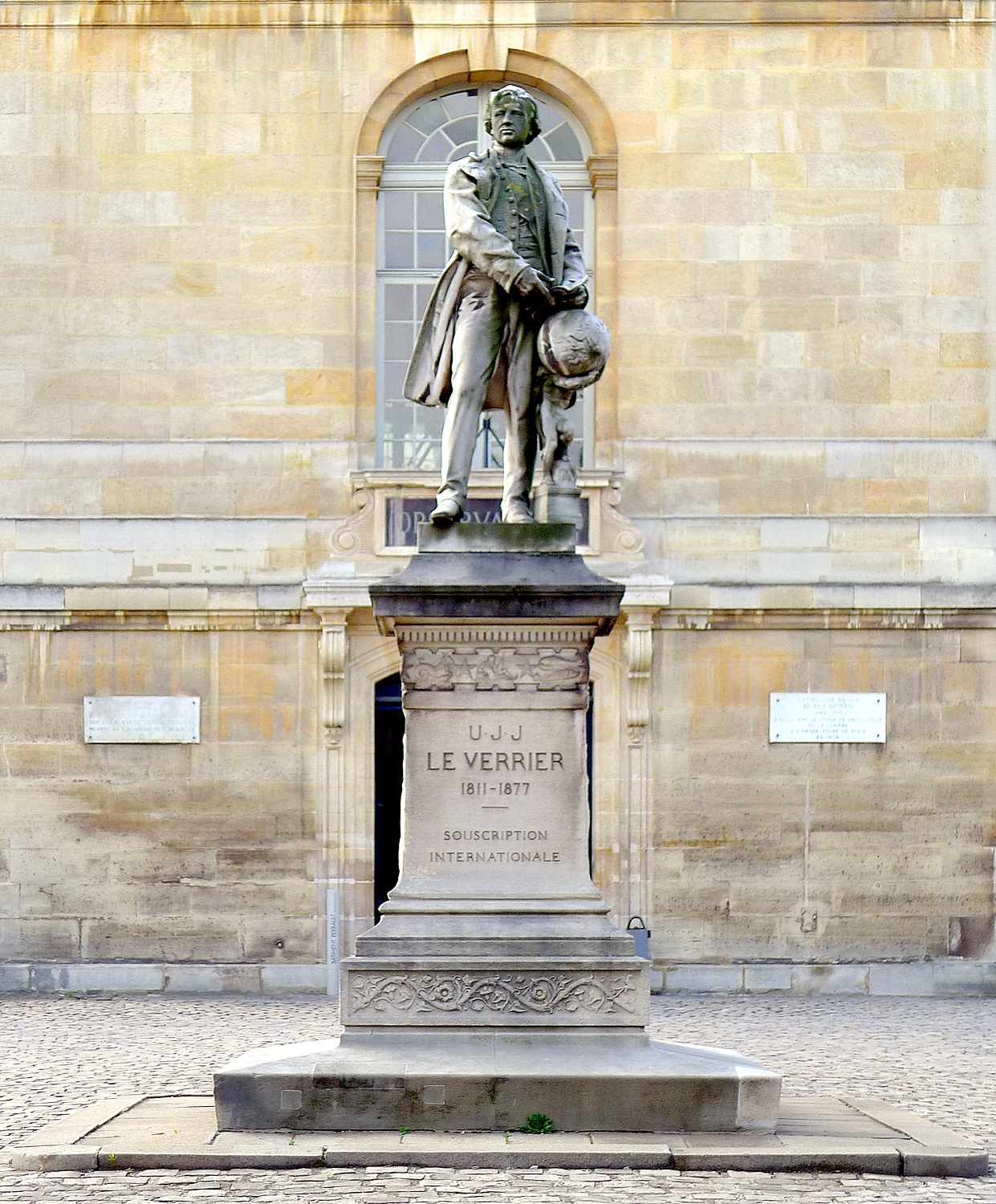
Fațada Nordica. Statuia lui Urbain Le Verrier.

Cercetătorii și inginerii Observatorului realizează instrumente de observație pentru telescoapele de la sol sau pentru sondele spațiale, organizează campanii de observare, se ocupă de prelucrarea și analiza datelor furnizate de observarea astronomică, elaborează baze de date sau realizează simulări digitale care permit modelarea fenomenelor astrofizice și trecerea la interpretarea teoretică a acestora.
Personalul de cercetare este grupat în cadrul a 7 laboratoare și un institut:
- LESIA (Laboratorul de Studii Spațiale și Instrumentar în Astrofizica)
- LUTH (Laboratorul Univers și Teorii)
- GEPI (Galaxii, Stele, Fizică și Instrumentar)
- LERMA (Laboratorul de Studii ale Radiației și Materiei în Astrofizică)
- SYRTE (Sisteme de Referință Timp Spațiu)
- APC (AstroParticulă și Cosmologie)
- USN (Unitatea Științifică a stației de la Nançay)
- IMCCE (Institut de Mecanică Cerească și de Calcul al Efemeridelor)

### Învățământul
Observatorul oferă un învățământ superior de înalt nivel în astronomie și astrofizică, de la masterat la doctorat, cu posibilitatea de a opta pentru o formare la distanță.
- Master 1: Astronomie și Astrofizică, Științe ale Universului și Tehnologii Spațiale;
- Master 2: Cercetare: Astronomie, Astrofizică și Inginerie Spațială;
- Master 2 Profesional: Instrumente și Sisteme în Astronomie și Spațiu;
- Școala doctorală 127: Astronomie și Astrofizică în Île-de-France;
- Formare la distanță cu două Diplome Universitare online, care pot fi validate de către ECTS (European Credits Transfer System);
- Pregătire superioară la cursuri de zi;
- Formarea profesorilor.

Toate activitățile pe linie de învățământ ale Observatorului sunt organizate de către Unitatea de Formare-Învățământ (UFE – L’Unité Formation-Enseignement) a Observatorului din Paris.

### Difuzarea cunoștințelor către publicul larg
Observatorul din Paris dispune de o Direcție de Comunicare a cărei misiune este să difuzeze cunoștințe către publicul larg. Pentru aceasta sunt utilizate diferite tipuri de suporturi și manifestări:
- Site-ul propriu;
- Expoziții itinerante;
- Vizitarea celor 3 locații ale Observatorului și a instrumentelor de care acesta dispune;
- Traseul turistic școlar Sistemul Solar din Meudon (reprezentare la scară a Sistemului nostru Solar);
- Patronaj de clase;
- Zilele Porților-deschise;
- Ședințe de observare astronomică nocturnă pentru publicul larg, o dată pe an;
- Evenimente punctuale ocazionale (Anul International al Astronomiei în 2003, Anul Le Verrier în 2011).

## Instrumente
Observatorul din Paris dispune de un parc de instrumente istorice. Situate în Paris, Meudon și Nançay, cele mai vechi instrumente sunt rareori utilizate în scopuri științifice (cu excepția instrumentelor solare de la Meudon), ele servind în principal în activitățile de vulgarizare științifică și la cea de formare a studenților masteranzi.
Instrumentele care stau la originea datelor supuse analizei de către cercetători sunt situate în locuri unde poluarea luminoasă este mai mică și unde atmosfera este mai stabilă: Observatorul Pic du Midi, Observatorul din Haute-Provence, VLT (Very Large Telescope) din Chile, Hawaii, Insulele Canare.

### La Observatorul din Paris

#### Luneta Arago

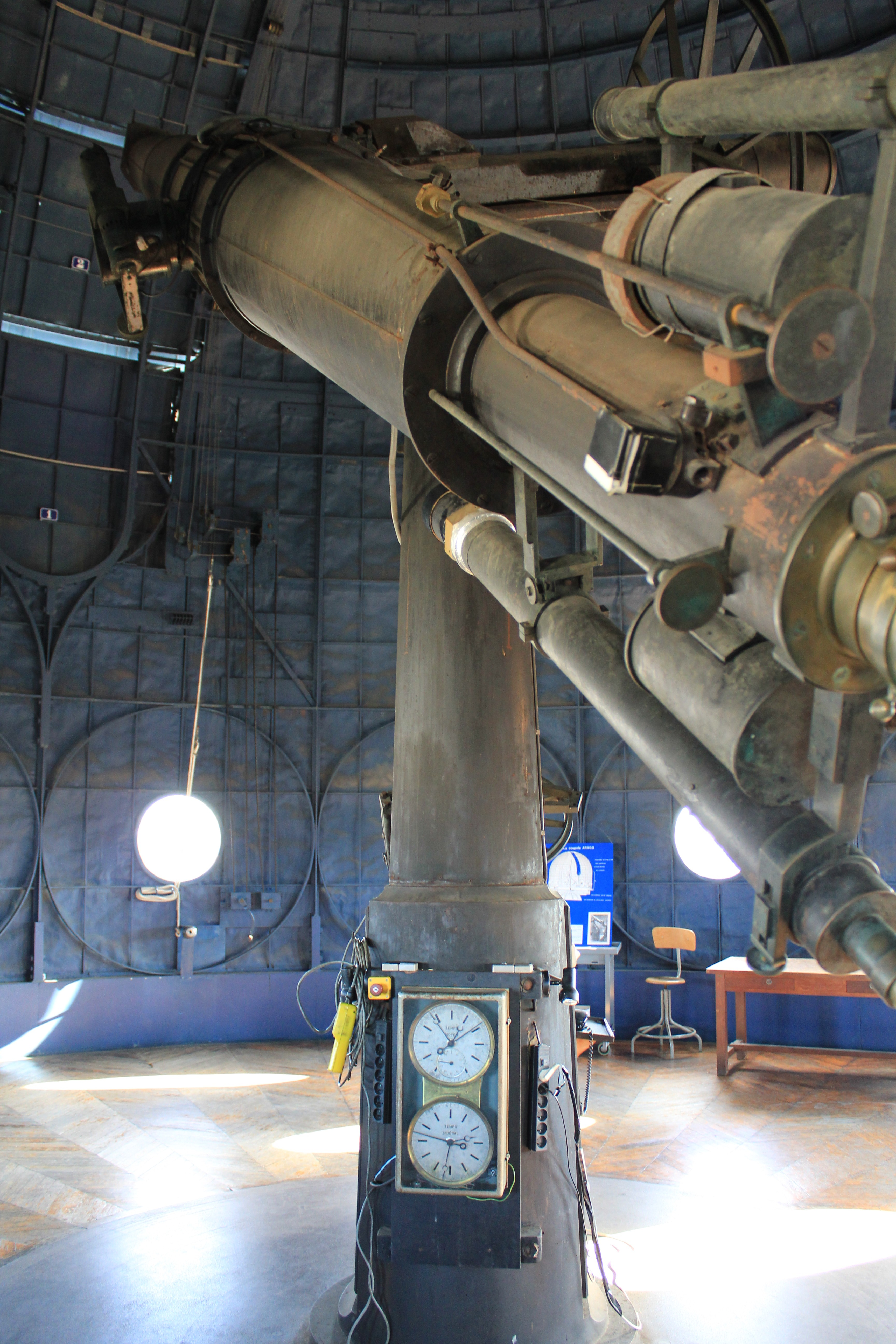
Luneta ecuatoriala a Cupolei Arago, utilizata in prezent pentru vizite si pentru zilele „porților-deschise” către public

Construcția cupolei principale a Observatorului din Paris a început în anul 1846 la îndemnul lui François Arago, directorul Observatorului, chiar pe clădirea Perrault din Paris. Această cupolă găzduiește o lunetă ecuatorială, cu montură germană, construită de către Brünner (inițial din lemn) cu un diametru de 38 cm și o distanță focală de 9 m. Luneta a fost fabricată în varianta originală de către Lerebours, dar apoi frații Henry i-au confecționat un al doilea obiectiv în 1881. Această lunetă se sprijină pe un cadru metalic încadrat în peretele turnului, datează din 1850 și a fost pusă în funcțiune în 1854, la un an după moartea lui Arago. Datorită dimensiunilor sale, la acea vreme era cea mai mare lunetă din lume. Utilizată în scopuri științifice timp de mai bine de un secol, în prezent luneta este rezervată publicului larg în cadrul zilei „porților deschise” la Observator și uneori mai este utilizată și pentru Lucrările Practice ale studenților.

### La Meudon

#### Marea Lunetă
Departe de capitală, pe o colină împădurită, Le Château Neuf din Meudon a fost construit în 1705 pentru Ludovic Delfin al Franței (fiul lui Ludovic XIV). Castelul a fost incendiat în 1871, spre sfârșitul războiului contra Prusiei. Jules Janssen, care dispunea deja de instalații astronomice în împrejurimi, a cerut ca ruinele să fie puse la dispoziția lui, ceea ce s-a realizat în 1879. El a demarat atunci lucrările de construcție a unei mari lunete care urma să revoluționeze observarea astronomică din Franța.
Construcția Marii Cupole a început în 1889, execuția lucrărilor fiind încredințată firmei Cail. În paralel, Marea Lunetă a început sa fie asamblată sub schelăria cupolei și a devenit funcțională în 1893. Testele au început sub o cupolă imobilă. În 1896, lucrările la Marea Cupolă au fost încheiate, iar Marea Lunetă a fost luată în primire de către astronomul J. Perrotin de la Observatorul din Nisa pe care Janssen îl trimisese pentru a realiza observațiile de calificare a instrumentului.
Din momentul realizării sale, Marea Lunetă din Meudon a devenit a 3-a lunetă astronomică din lume, din punctul de vedere al diametrului (după lunetele observatoarelor din Yerkes și Lick, dar înaintea lunetei Observatorului din Nisa). Este, de asemenea, prima din Europa. Este formată din două obiective alăturate: un obiectiv vizual de 83 cm în diametru (cu corecție cromatică optimizată pentru galben și distanța focală de 16,34 metri), respectiv un obiectiv fotografic de 62 cm (corecție cromatică optimizată pentru albastru, cu distanța focală de 15,90 metri). Ea se sprijină pe o montură ecuatorială, identică cu a lunetei de 76 cm diametru de la Nisa.
Marea Cupolă este o emisferă cu un diametru de 18,30 metri și o masă de aproximativ 100 de tone. În 1919 Deslandres a observat scurgeri pluviale în cupola care inițial era confecționată din oțel. Între 1922 și 1924, el s-a hotărât să îmbrace cupola cu tablă de cupru, mai puțin afectată de oxidare. Din 1956 până în 1964, Paul Muller, la cererea lui André Danjon, pe vremea aceea director al Observatorului din Meudon, a reamenajat complet interiorul cupolei, dotând-o cu o imensă podea mobilă care acoperă întreaga sa suprafața (în locul platformei mobile originale). Toată instalația electrică, arhaică, este de asemenea revizuită.
În 1999, cupola a fost deteriorată grav de marea furtună din decembrie, dar ea nu se mai putea roti încă din 1990. În 2005, s-a luat decizia de a o restaura. Din 2010, cupola a fost vopsită într-o nuanță ciocolatie, înlocuind pentru vreo douăzeci de ani obișnuita culoare verde. În 2011, cu ajutorul unei macarale mari, au fost așezate la locul lor și trapele de observație.
Din vara anului 2012, Marea Lunetă din Meudon este protejată cu o prelată, iar obiectivele sale au fost demontate. Când restaurarea lunetei va fi completă, instrumentul care a dominat timp de peste un secol cercetarea în domeniul astronomiei va fi destinat activităților cu publicul și învățământului. Până la terminarea lucrărilor, Marea Lunetă și Marea Cupolă sunt inaccesibile.
La activul instrumentului, putem menționa: primele observații spectroscopice, dezvăluiri despre planete și în special sfârșitul mitului Canalelor marțiene datorită lui Antoniadi, studii despre polarizarea luminii, studii asupra novelor și studiul stelelor duble.

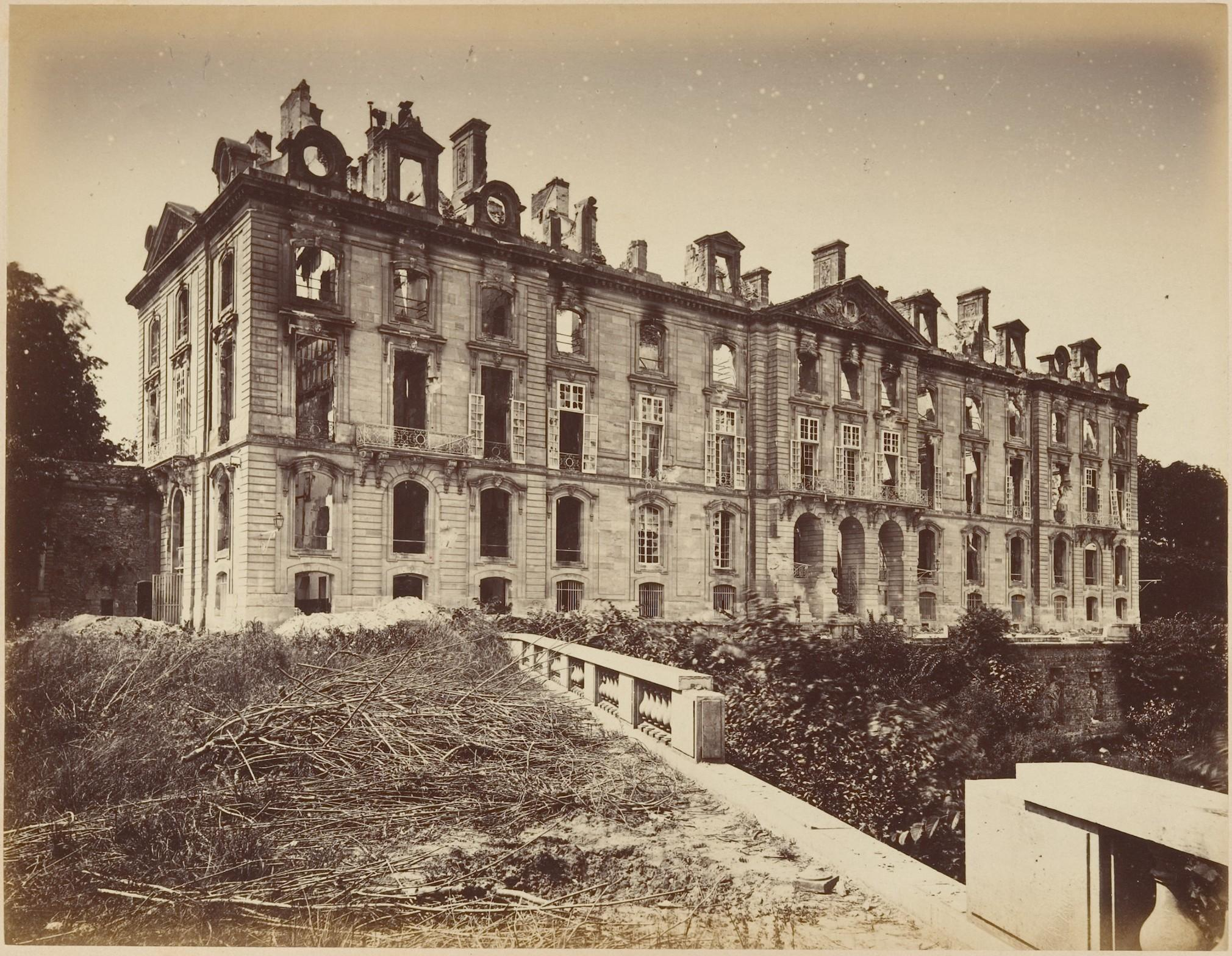
Castelul din Meudon in 1871,

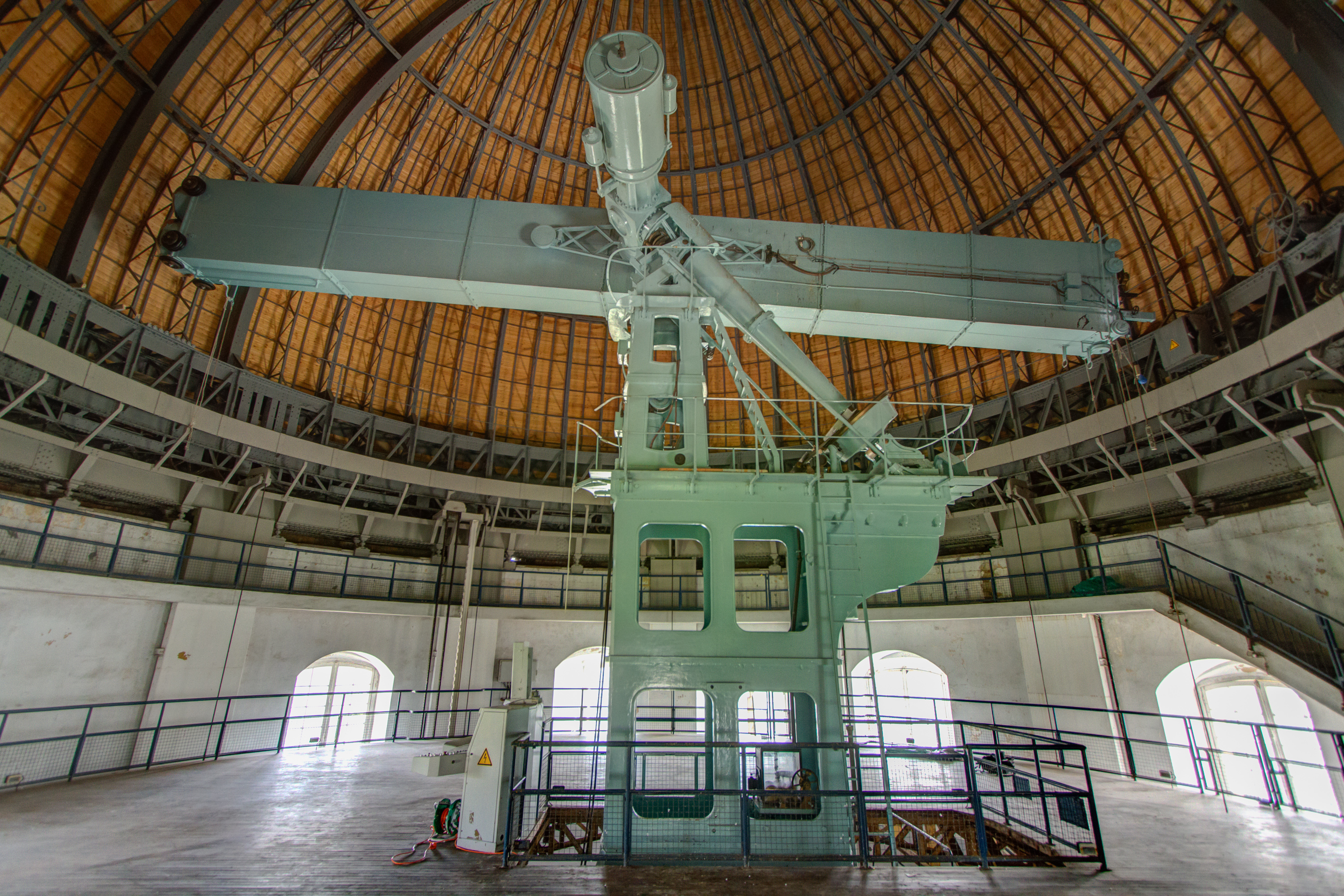
Marea Luneta din Meudon.

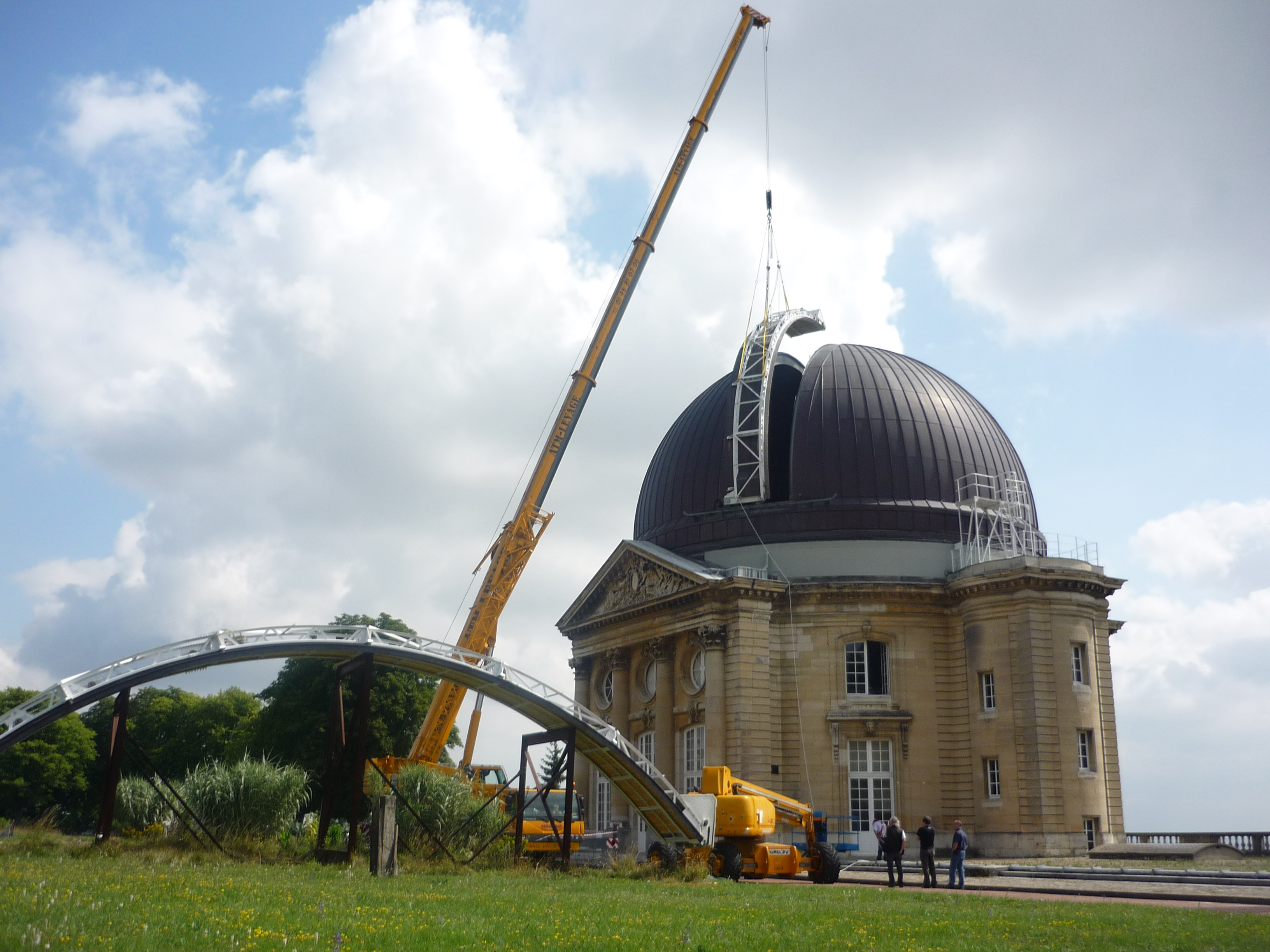
Montaj de trape la Marea Cupola din Meudon

#### Telescopul de 1m
Telescopul de 1 m diametru și cupola sa au apărut în fața Marii Cupole din Meudon în 1891. Cu ajutorul lui se pot efectua observații în domeniul vizibil. Inițial, acest telescop avea o configurație Newtoniană și era deci foarte luminos datorită distanței sale focale scurte (3 metri). În jurul anului 1969, a fost însă modificat, devenind un telescop cu configurație Cassegrain și având în consecință o distanță focală mult mai mare (22 metri). Aceasta este configurația care se utilizează și în prezent. Dacă inițial telescopul era mai degrabă destinat studiului obiectelor situate în cerul profund, noua sa configurație l-a destinat în principal studiului planetelor.

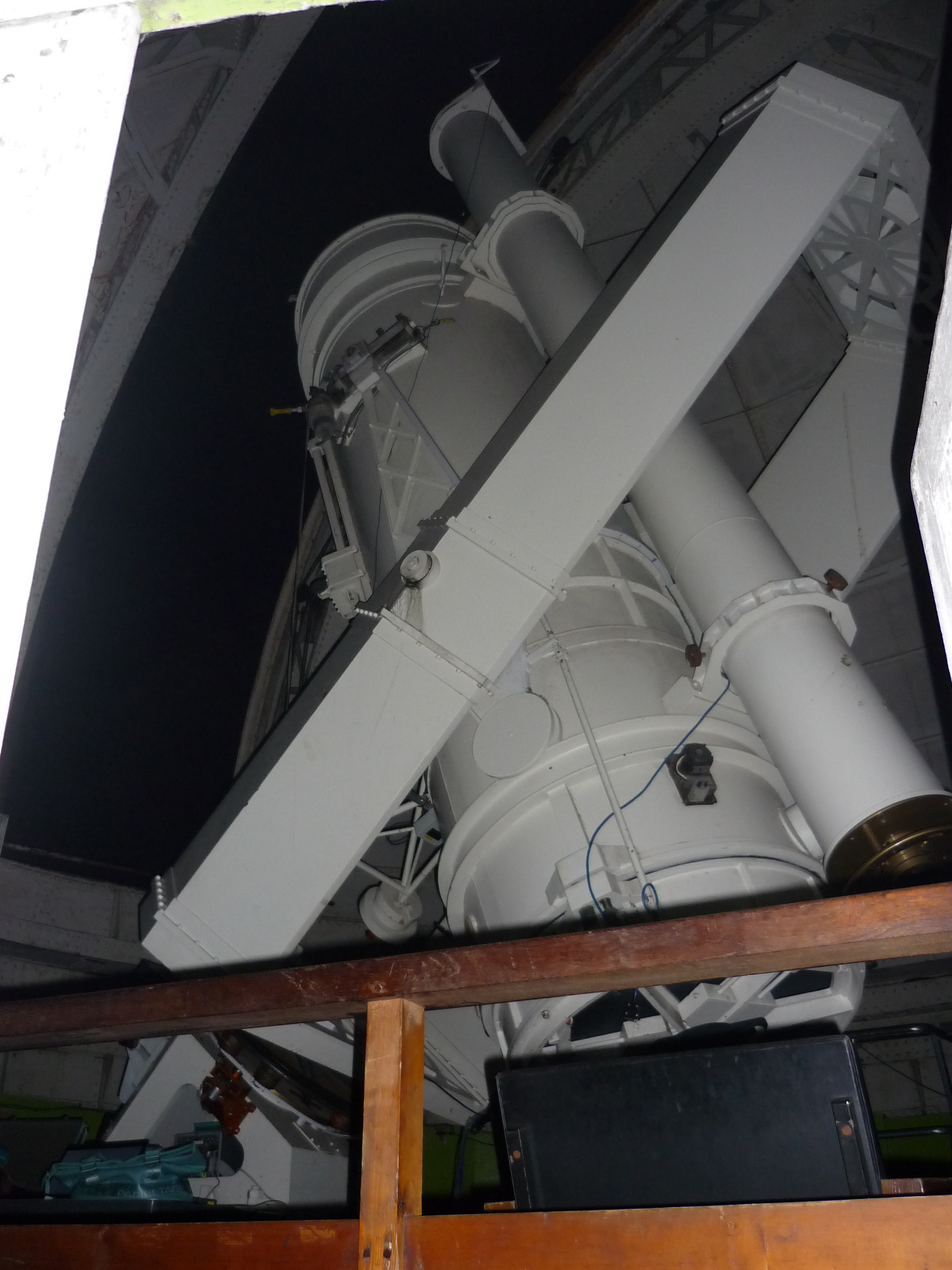
Telescopul de 1m al Observatorului din Meudon

Telescopul este susținut de o montură tip furcă ecuatorială (care nu poate fi orientată pe direcția Nord). Oglinda sa primară de 1 metru diametru cântărește în jur de 250 kg, iar ansamblul părților mobile ale telescopului cântăresc aproximativ 5 tone. Dacă montura este motorizată pentru a compensa mișcarea de rotație a Pământului, în schimb ea nu este automatizată: poziționarea telescopului se efectuează în întregime „manual”, cu alte cuvinte, fie vizând o țintă luminoasă urmărită cu privirea, fie efectuând o poziționare pe anumite coordonate cu ajutorul axelor gradate.
Actualmente poluarea luminoasă produsă de aglomerația pariziană face dificile observațiile astronomice științifice la Meudon. Chiar și așa, acest telescop mai este folosit uneori de către IMCCE și LESIA pentru a observa ocultarea stelelor de către asteroizi sau Pluto. Utilizatorul principal al telescopului de 1 m rămâne însă Unitatea de Formare-Învățământ a Observatorului, având în vedere că în programa Masteratelor sunt prevăzute ore de Lucrări Practice, iar unele dintre acestea se efectuează utilizând acest telescop.
Prezentarea acestui telescop este posibilă în cadrul vizitelor la Observator, iar utilizarea lui pentru observare - cu ocazia zilelor anuale de observare pentru publicul larg.

#### Masa Ecuatorială

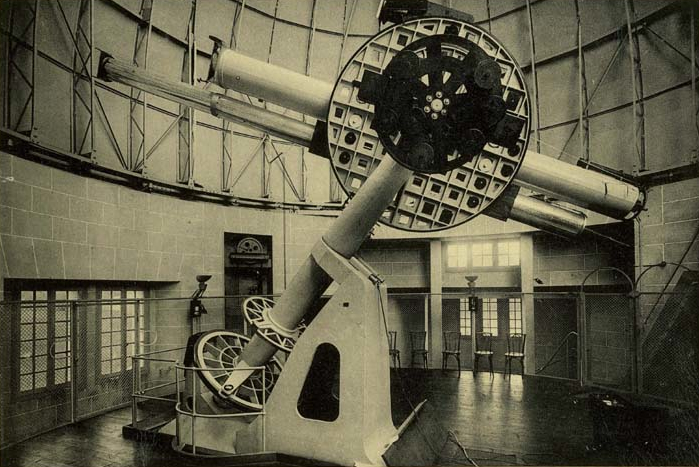
Configurație a Mesei Ecuatoriale în 1932 împreuna cu luneta de 32 cm si coronograful din Lyot.

Cupola Mesei Ecuatoriale este cea mai recentă dintre cele 4 cupole ale Observatorului din Meudon. Instalația, ale cărei lucrări de construcție au început în 1927, urma să fie pusă în funcție în 1932. „Masa” este un mare platou circular de 2,3 metri diametru, putând servi drept suport pentru mai multe instrumente optice. Ea este susținută de o coloană masivă, orientată paralel cu axa de rotație a Pământului, a cărei fundație coboară până la 6 metri adâncime, pentru a-i asigura stabilitatea. Cupola măsoară 11 metri în diametru și reprezintă punctul cel mai înalt al unei elegante clădiri construite din straturi alternative de piatră crem și roz. Accesul către cupolă se face prin 2 uși mari din bronz, ornate cu motive reprezentând comete.

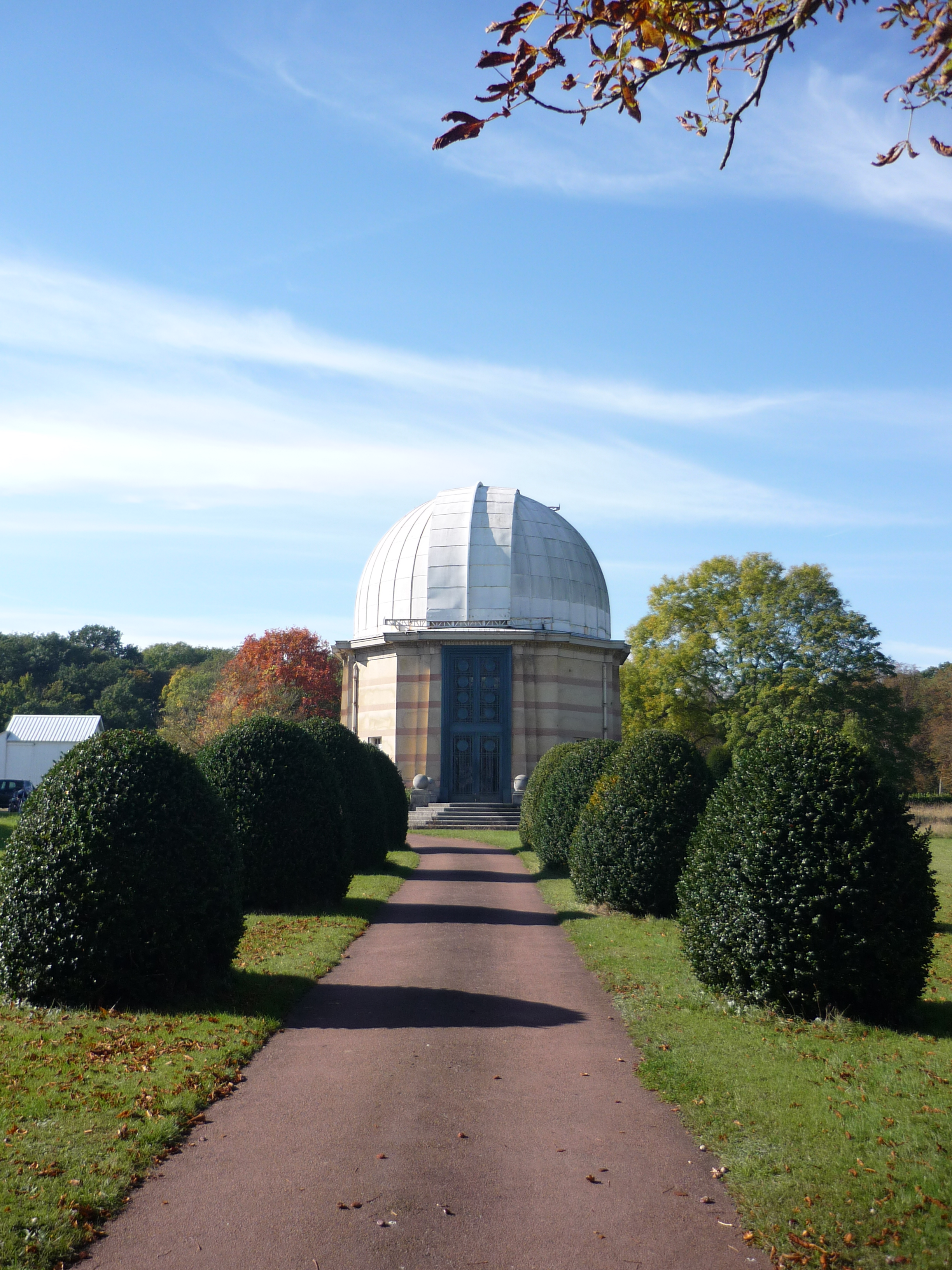
Cupola Mesei Ecuatoriale a Observatorului din Meudon

Cupola este echipată cu o podea mobilă care acoperă toată suprafața planșeului, susținută de 4 roți dințate cilindrice, acționate de un motor electric. Această podea, care permite o mișcare pe verticală cu amplitudinea de peste 1 metru, permite ca ochiul cercetătorului astronom să se afle permanent la nivelul ocularului unuia din instrumentele aflate pe Masă.
În cursul timpului, Masa Ecuatorială din Meudon a fost echipată cu numeroase instrumente. În 1923, ea servea drept soclu pentru o lunetă de ghidaj de 20 cm diametru, pentru 2 camere cu obiectiv și o cameră prismatică, toate acestea fiind destinate în principal studiului cometelor. Putem menționa de asemenea coronograful lui Lyot de 20 cm, instalat provizoriu pe Masă, înainte de a fi transferat la Observatorul Pic du Midi. În 1960, studiul cometelor lasă loc studiului supernovelor, iar Masa Ecuatorială este deposedată de instrumentele de mai sus, care sunt înlocuite cu un telescop Schmidt (diametru de 62 cm, distanța focală de 1 metru), respectiv de un telescop Cassegrain cu distanța focală de 4 metri, la un diametru de 25 cm.
Dacă montura este motorizată pentru a permite compensarea mișcării de rotație a Pământului,  în schimb această operație nu este și automatizată: poziționarea telescopului se efectuează în întregime „manual”, cu alte cuvinte, fie vizând o țintă luminoasă urmărită cu privirea, fie efectuând o poziționare pe anumite coordonate cu ajutorul axelor gradate.
Astăzi, Masa Ecuatorială este echipată cu un telescop Cassegrain de 60 cm diametru și distanța focală de 9 m. Instalația este utilizată în principal de Unitatea de Formare-Învățământ a Observatorului întrucât în programa Masteratelor sunt prevăzute ore de Lucrări Practice, unele dintre acestea fiind efectuate pe acest telescop.
Prezentarea acestui telescop este posibilă în cadrul vizitelor la Observator, iar utilizarea lui pentru observare - cu ocazia zilelor anuale de observare pentru publicul larg.

#### Telescopul cu infraroșu de 32 cm
O cupolă geamănă cu a telescopului de 1 m diametru adăpostește actualmente un telescop de 32 cm diametru care funcționează în domeniul infraroșu. În locul ocularului, se utilizează un detector de infraroșu, răcit cu ajutorul unui criostat alimentat cu azot lichid. Acesta permite mai ales observarea norilor de gaz și praf care se găsesc din abundență în Galaxie. Anterior, acest telescop a fost instalat pe un avion Caravelle pentru a realiza observații în infraroșu la mari altitudini, pentru a evita neajunsurile din straturilor dense ale atmosferei cu benzile ei largi de absorbție pe acest segment de lungimi de undă.

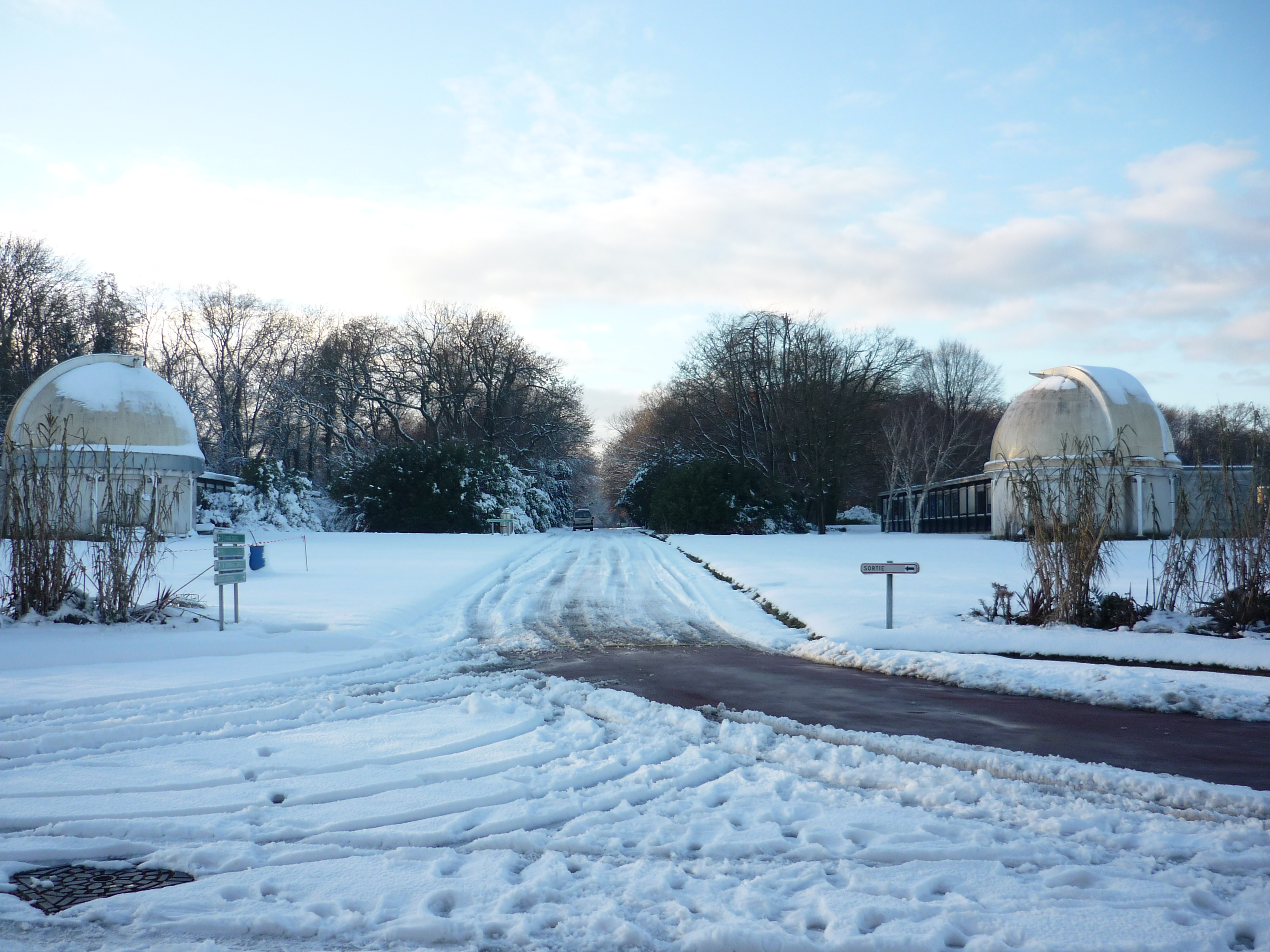
La stânga: cupola telescopului de 1 m diametru. La dreapta: cupola telescopului de 32 cm diametru.

Telescopul dispune de o montură de tip furcă ecuatorială, similară cu cea a telescopului de 1 m. Ca și în cazul acestuia, montura este motorizată pentru a compensa mișcarea de rotație a Pământului, dar ea nu este automată: poziționarea telescopului se efectuează în întregime „manual”, adică fie urmărind cu privirea  o țintă luminoasă cu ajutorul unui telescop de ghidaj Celeston C8 clasic, fie efectuând o poziționare pe coordonate cu ajutorul axelor gradate.
Acest telescop este utilizat exclusiv de Unitatea de Formare-Învățământ a Observatorului întrucât în programa Masteratelor sunt prevăzute ore de Lucrări Practice, unele dintre acestea fiind efectuate pe acest telescop.
Acest telescop nu se vizitează.

#### Turnul Solar
Turnul Solar din Meudon este un telescop specializat, constând dintr-un turn de beton cu o înălțime de 36,47 metri situat în locația din Meudon a Observatorului din Paris. El este echipat cu un spectrograf pentru examinarea Soarelui.
Turnul Solar din Meudon a fost construit între 1964 și 1967.

#### Proiectul SST-GATE
Un prototip de telescop de tip Schwarzschild-Couder de 4 metri diametru, niciodată construit înainte, este în curs de realizare la Meudon. El are ca scop observarea radiației Cerenkov având ca sursă radiațiile de energie înaltă care pătrund în atmosfera terestră. Un astfel de telescop s-ar înscrie în proiectul unei platforme de echipamente astronomice de tip Cerenkov  în Île-de-France.

#### Biblioteca
Biblioteca Observatorului din Paris a fost înființată în temeiul regulamentului din 26 februarie 1785 prin care, chiar înainte de Revoluția Franceză, activitatea Observatorului era reorganizată.Ea pune la dispoziția cercetătorilor importante colecții documentare și patrimoniale (arhive și manuscrise, instrumente, picturi, sculpturi, fotografii, documente grafice etc.) care au fost conservate tocmai datorită existenței bibliotecii.Beneficiind de statutul de Centru de Primire și Difuzare a Informației Științifice și Tehnice (CADIST) în astronomie și astrofizică, ea dispune de cataloage carepot fi accesate online și deservește un public format mai ales din cercetători în locațiile din Paris și Meudon.

## Directori
Titlul de director general al Observatorului este acordat oficial pentru prima oară lui César-François Cassini printr-un certificat regal datat 12 noiembrie 1771. Totuși, rolul preponderent jucat de către bunicul și apoi de tatăl său în cadrul acestei instituții de-a lungul primului secol de existență a Observatorului le conferă de facto rolul de director.
- Giovanni Cassini (1671-1712)
- Jacques Cassini (1712-1756)
- César-François Cassini de Thury (1756-1784)
- Dominique, conte de Cassini (1784-1793)
- Jean Pemy de Villeneuve, director provizoriu (septembrie 1793-1794)
- Nicolas-Antoine Nouet, director provizoriu (1794-1795)
- Joseph Jérôme Lefrançois de Lalande (1795-1800)
- Pierre Méchain (1800-1804)
- Jean Baptiste Joseph Delambre (1804-1822)
- Alexis Bouvard (1822-1843)
- François Arago (1843-1853)
- Urbain Le Verrier (1854-1870)
- Charles-Eugène Delaunay (1870-1873)
- Urbain Le Verrier (1873-1877)
- Amédée Mouchez (1878-1892)
- Félix Tisserand / François Félix Tisserand (1892-1896)
- Maurice Loewy (1896-1907)
- Benjamin Baillaud (1908-1926)
- Henri-Alexandre Deslandres (1926-1929)
- Ernest Esclangon (1929-1944)
- André Danjon (1945-1963)
- Jean-François Denisse (1963-1967)
- Jean Delhaye (1967-1971)
- Raymond Michard (1971-1976)
- Jacques Boulon (1976-1981)
- Pierre Charvin (1981-1991)
- Michel Combes (1991-1999)
- Pierre Couturier (1999-2003)
- Daniel Egret (2003-2011)
- Claude Catala (2011-2020)
- Fabienne Casoli[12] (2020 - în curs).